# 김부윤
김부윤(金富允: 미상~1303년 7월 24일(음력 6월 10일))은 고려의 무신이다. 본관은 토산, 처음 이름은 김용성(金用成)이다. 김취기의 아버지다.

## 약력
- 생년: 미상. 군인에서 출세함.[3]
- 좌도지시위군(左都知侍衛軍)에 속했다가 교위(校尉)로 보임받음.[2]
- 1269년(원종 10): 충렬왕이 세자일 적에 세자의 곁에서 호종함. 이에 감명한 쿠빌라이 칸이 그에게 무덕장군 정동행중서성이문소관(武德將軍 征東行中書省理問所官)으로 제수함.[2]
- 1273년(원종 14): 원나라에서 황후와 황태자를 책봉한 사실을 알려오자 원나라에 가서 책봉을 하례함. 이때 낭장(郎將: 정6품)으로서 통역 업무의 총책임자[譯語行首]였음.[4]
- 1276년(충렬왕 2): 중금지유로서 원으로 가 황칠을 바치고 다음 해(1277년)에 입조(入朝)할 때 필요한 역마와 사료를 요청함.[5]
- 1279년(충렬왕 5): 장순룡과 함께 원에 감.[6]
- 1280년(충렬왕 6): 경상도와 전라도에 기근이 들어 장군(將軍: 정4품)으로서 원으로 가서 쌀을 빌리도록 함.[7]
- 1282년(충렬왕 8): 왕이 세자였을 적에 호종한 공을 인정받아 이등공신으로 봉해짐.[8]
- 1283년(충렬왕 9): 호군으로서 원에서 돌아옴. 원에서 각 도에 권농사(勸農使)를 보냄.[9]
- 1298년(충선왕 즉위): 자정원부사 판사진시사(資政院副使 判司津寺事)로 임명받음과 동시에 상호군(上護軍: 정3품)을 겸함.[10]
- 1298년(충렬왕 24): 밀직부사(密直副使: 정3품)로 임명받음.[11]
- 1299년(충렬왕 25): 서북면도지휘사로 임명받음.[12]
- 1300년(충렬왕 26): 지밀직사사 전리판서(知密直司事 典理判書)로 임명받음.[13]
- 1302년(충렬왕 28): 지도첨의사사(知都僉議司事: 종2품)로 임명받음.[2]
- 1303년(충렬왕 29): 7월 24일(음력 6월 10일), 도첨의찬성사(都僉議贊成事: 정2품)로 죽음.[1]

## 전기 자료
- 《고려사》 권107, 〈열전〉20, 김부윤

## 관련 논문
- 권용철, 〈원 제국의 다르칸 제도가 고려에 유입된 양상 - 고려 후기 金汝盂 功臣敎書의 분석을 중심으로〉, 《학림》 47,  연세사학연구회, 2021년 3월, 184~85면에서 그를 언급함.